# 301 (album)
Albums de Esbjörn Svensson Trio
Leucocyte
(2008)
301 est un album studio du Esbjörn Svensson Trio.

## Description
301 sort quatre ans après la disparition du pianiste Esbjörn Svensson et est constitué d’enregistrements provenant de la même session que le précédent album du trio, Leucocyte. L’album tient son titre du studio australien 301 où les enregistrements furent effectués en janvier 2007.
Initialement, Leucocyte devait être un double album mais le décès de Svensson interrompt le processus d’édition et de mixage et l’album sort en édition simple. Quelques années plus tard Dan Berglund et Magnus Öström décident de finir le travail pour sortir 301 avec l’aide de l’ingénieur du son habituel du groupe, Ake Linton. L’album présente donc de fortes similarités avec Leucocyte dans son approche avec un mélange plus prononcé de sons électroniques et acoustiques, direction vers laquelle le groupe semblait se diriger,,.
Le titre de l'album évoque la perte d'Esbjörn au sein du trio.

## Personnel
- Esbjörn Svensson - piano
- Magnus Öström - batterie
- Dan Berglund - Contrebasse

## Pistes
Toutes les compositions sont du Esbjörn Svensson Trio
1. Behind The Stars (3 min 44 s)
2. Inner City, City Lights (11 min 48 s)
3. The Left Lane (13 min 37 s)
4. Houston, The 5th (3 min 34 s)
5. Three Falling Free, Pt. I (5 min 49 s)
6. Three Falling Free, Pt. II (14 min 30 s)
7. The Childhood Dream (8 min 2 s)